# Грци у Републици Српској
Грци у Републици Српској (грч. Έλληνες στη Σερβική Δημοκρατία) су грађани грчког поријекла и грчке етничке припадности, који живе и раде на територији Републике Српске. Антички Грци су оставили значајан траг у културној историји простора Републике Српске, а који је видљив кроз велики број археолошких налазишта, као и утицају грчке колоније Епидаврос, на најјужнији град Српске, Требиње и његово тадашње становништво. Према локалним предањима из крњинског краја, који се налази у општини Станари, ту су некада становали „Гркови“ (Грци), који су дошли из Грчке. И у другим селима станарске општине постоје етимолошке повезнице са грчким народом, у Церанима има „грчко гробље“, а у Појезни је била „грчка црква“. Ту се свијет и сада скупља на сабору на Илиндан и мјесто се зове Грчко Збориште.
Током Одбрамбено-отаџбинског рата у Републици Српској, грчки народ је у великој мјери помагао српски народ, док се одређен број прикључо јединцама у саставу Војске Републике Српске.
Грци немају статус службене националне мањине у Републици Српској, а сходно томе немају представнике и делегате у Вијећу народа Републике Српске, Савјету националних мањина и Савезу националних мањина.

## Историјат

### Антички Грци
Грчка античка култура је оставила свој утицај и на просторима данашње Републике Српске. Формирање грчких колонија на јадранских острвима, довело је до додира грчке античке цивилизације са племенима која су насељавала ове просторе. Ток ријеке Неретве је представљао значајну руту за промет робе древних Грка, узевши у обзир чињеницу да је на простору данашњег Метковића у сусједној Хрватској, постојала грчка насеобина. Највећи културни утицај древни Грци су оставили у приобалном појасу у непосредној близини Цавтата, још једне значајне грчке колоније. Културни утицај древних Грка, видљив је и у самоме Требињу, гдје се поред археолошких налазишта, потврдила теза о имену планине Леотар, које је грчког етимолошког поријекла. Претпоставља се да су овај назив планини дали грчки трговци из Епидавроса. Насеље Епидаврос, то јесте данашњи Цавтат, била је грчка колоније коју су у 6. вијеку п.н.е. основали као емпорију - трговачку колонију, насељеници са острва Крф.
Грчки трговци из Епидавроса успостављали су трговчке односе са залеђем и тако дошли до насеља које је тада постојало на мјесту данашњег Требиња. Они су то насеље назвали град (полис). Тај град се налазио на лијевој обали Требишњице и од тога долази назив данашњег требињског насеља Полице. Грци своју насеобину у почетку неколико трговачких кућа, смјестили на десну страну Требишњице, на положају гдје је данас Стари град. Испод Старог града налазе се остаци грађевина из средњег (на темаљима из античког доба) које уопште нису детаљно истраживане. Живећи у насеобини са десне стране Требишњице на положају гдје је Стари град (који се у средњем вијеку називао Бан Вир), стари Грци су трговали са становницима Требиња. Временом како је грчка насеобина расла, подигли су свој вјерски храм богу Дионису који је био у митолошком односу са лавовима. Грци су одмах по доласку гледајући са југа, са обале Требишњице, запазили велику сличност планине на сјеверу изнад насеља и њихових веома често израђиваних и постављаних класичних статуа клечећег лава, симбола метрополе Коринта и симболичне везе лава са богом Дионисом, њиховим заштитником. Планини која их је својим изгледом подсјећала на њима добро знане статуе, Диониса и на завичај, стари Грци су дали име Лав - Лионтари. Тако је временом преко Римљана па до Срба настао назив Леотар.

### Одбрамбено-отаџбински рат
Грци су активно учествовали у одбрани српског народа и Републике Српске, током Одбрамбено-отаџбинског рата. Грци у Војсци Републике Српске, су били организовани у Грчку добровољачку гарду. Грчка добровољачка гарда је уживала велику подршку војног руководства Републике Српске, а посебно генерала Ратка Младића на чију наводну иницијативу је, након ослобађања Сребренице у којој су учествовали и припадници ове гарде, у том граду извјешена и грчка застава на рушевинама православне цркве. Први одред грчких добровољаца који је чинило око тридесетак војника стигао је у источну Републику Српску током 1993. године, да би до марта 1995. број добровољаца осјетно порастао. Већину добровољаца чинили су припадници радикалних ултрадесних организација, посебно чланови Златне зоре (грч. Λαϊκός Σύνδεσμος – Χρυσή Αυγή).
У времену рата и посљератном времену грчки народ је пружао велику помоћ српском народу и Републици Српској, а одређен број Грка је дужи временски период боравио у Српској, гдје су локалном становништву остали упамћени као велики хуманисти и добротвори. Један од њих је и Архимандрит Партенијус који је више од деценију и по у ратно и поратно вријеме долазио у Републику Српску доносећи помоћ грчких донатора, а поред тога помогао више од 70 православних храмова. Овај свешеник је у Републици Српској крстио 740 деце. Он је за своје заслуге проглашен почасним грађанином Приједора, гдје једна улица носи његово име али и Дервенте, Добоја, Козарске Дубице, Костајнице и Новог Града. О хуманитарним подвизима овог грчког свештеника снимљен је документарни филм „Отац Партенијус, почасни грађанин Приједора” у продукцији локалне приједорске телевизије.

## Религија
Грци у Републици Српској, као и већина њихових сународника, у матичној земљи, као и широм свијета су православци.

## Култура
Припадници грчког народае у Републици Српској, труде се да кроз своје активности задрже традионални начин живота, обичаје, културу и кухињу као у матичној земљи.
Један од бањолучких мостова носи назив Мост Патре, а овај назив је добио као знак захвалности грчком граду Патра. Пријатељство Патре и Бањалуке започело је током ратних година, током којих је једина помоћ Републици Српској долазила управо из Грчке.
Током 2020. године ученици средње економске школе у Добоју су покренули иницијативу о отварању грчког културног центра при овој школи. Иницијатива је прихваћена, а дана 18. јануара 2021. Република Српска је добила први грчки кутак смјештен управо у економској школи у граду Добоју, чиме је овај град постао својеврсна повезница грчког и српског народа. Актицности у овом центру ће бити разнолике, а осим изучавања грчког језика, културе и историје, одржаваће се одговарајући скупови посвећени грчкој умјетности. Свечаном отварању центра присуствовао је и амбасадор Грчке у БиХ Димитриос Папандреу.
Почетком 2021. године Република Српска је обиљежила важан јубилеј из модерне грчке историје, када је у знак прославе 200. годишњице грчког устанка и почетка борбе за национално ослобођење, неколико објеката широм земље било у бојама грчке заставе, попут Предсједничке палате у Бањалуци и зидина Старог града у Требињу.

## Удружења
У Републици Српској, постоје два удружења, која окупљају припаднике грчког народа, као и поштоваоце грчке, историје и културе, У Источном Сарајеву је активно Удружење српско-грчког пријатељства Републике Српске. Удружење има за циљ промоцију културних вриједности, туристичких и привредних потенцијала како града Источног Сарајева тако и Републике Српске, укључивање шире друштвене заједнице у културне токове, организовање манифестација, едукативних програма и пројеката, међусобно упознавање и јачање традиције и пријатељских веза између српског и грчког народа, упознавање и учење грчког језика и размјена студената, организовање хуманитарних акција и многе друге. На територији Општине Брод активно је Друштво српско-грчког пријатељства „Свети Сава“.

## Распрострањеност
По попису становништва 2013. у Босни и Херцеговини, а према подацима које је издала Агенција за статистику Босне и Херцеговине у Републици Српској је живјело 17 Грка. 

## Значајне личности
- Атанасиос Барбунис, аматерски новинар и јутјубер који је током 2012. године родну Атину замијенио Бијељином, гдје живи и данас.[16]
- Ставрос Виталис, командант Грчке добровољачке гарде у саставу Војске Републике Српске.[17]
- Киријакос Катаријос, припадник Грчке добровољачке гарде, чији борбени положај је био у Српском Сарајеву.[18]
- Архимандрит Партенијус, грчки свештеник и добротвор.[7]